# Wabeno (Wisconsin)
Wabeno – jednostka osadnicza w Stanach Zjednoczonych, w stanie Wisconsin, w hrabstwie Forest.